# راي جنكينز
راي جنكينز (بالإنجليزية: Rae Jenkins)‏ (و. 1903 – 1985 م) هو موزع (موسيقى)، وعازف كمان من المملكة المتحدة، وويلز، والمملكة المتحدة لبريطانيا العظمى وأيرلندا، يستخدم آلات كمان، توفي عن عمر يناهز 82 عاماً.

## التعليم
تعلم في الأكاديمية الملكية للموسيقى.

## جوائز
حصل على جوائز منها:
- جائزة المنافسة العامة [الإنجليزية]‏ (1946)
- قائد الفنون والآداب